# 죽정도서관
죽정도서관은 충청남도 보령시에 있는 공립 도서관이다.

## 연혁
- 2015년 4월 23일 도서관 개관.